# Enrique XI de Reuss-Schleiz
Enrique XI de Reuss-Schleiz (en alemán: Heinrich XI Reuss zu Schleiz; 12/22 de abril de 1669, Schleiz - 28 de julio de 1726, Schleiz) fue conde de Reuss-Schleiz (1692-1726), señor de Dittersdorf, Paren y Kirschau en Turingia.

## Vida
Era hijo del conde Enrique I de Reuss-Schleiz, señor de Kranichfeld, Gera, Schleiz y Lobenstein (26 de marzo de 1639-18 de marzo de 1692) y de su primera esposa, la condesa Esther de Hardegg-Glatz-Marchlande (6 de diciembre de 1634-21 de septiembre de 1676), hija del conde Julio III de Hardegg-Glatz-Marchlande (21 de marzo de 1594-27 de abril de 1684) y Juana Susana de Hardegg-Glatz († 1639). Era nieto de Enrique III de Reuss-Schleiz (1603-1640) y de la condesa Juliana Isabel de Salm-Neuwiller (1602-1653).
Después de la muerte de su padre el 18 de marzo de 1692 Enrique XI tomó el control del condado. El 29 de octubre de 1711 ampliaría el condado al comprar los territorios de Dittersdorf, Paren y Kirschau en el actual estado alemán de Turingia.
Enrique XI de Reuss-Schleiz murió el 28 de julio de 1726 a la edad de 57 años en Schleiz y fue enterrado en la iglesia Bergkirche de Schleiz.

## Matrimonio y descendencia
El 1 de septiembre de 1692 se casó en Geilsdorf im Plauen con la condesa Juana Dorotea de Tatenbach (13 de marzo de 1675-26 de octubre de 1714), hija del conde Segismundo Ricardo de Tatenbach-Geilsdorf (1621-1693) y Frau Susanna Leonor von Prösing zum Stein (1631-1692). Tuvieron un hijo:
- Enrique I de Reuss-Schleiz (10 de marzo de 1695-6 de diciembre de 1744), conde de Reuss-Schleiz (1726-1744), se casó el 7 de marzo de 1721 con la condesa Juliana Dorotea de Löwenstein-Wertheim-Wirneburg (8 de julio de 1694-15 de febrero de 1734)

Segundo matrimonio: El 8 de mayo de 1715, Enrique XI se casaría en Langenburg con la condesa Augusta Dorotea de Hohenlohe-Langenburg (12 de enero de 1678 - 9 de mayo de 1740), hija del conde Enrique Federico de Hohenlohe-Langenburg († 1699) y de la condesa Juliana Dorotea de Castell-Remlingen († 1706). Tuvieron dos hijos:
- Enrique XII (15 de mayo de 1716-25 de junio de 1784), conde de Reuss-Schleiz, heredado de su hermano, (1744-1784) y señor de Plauen. En 1739 fue nombrado capitán real danés de la Guardia de a pie, se casó en primeras nupcias el 2 de octubre de 1742 en Schönberg con la condesa Cristina de Erbach-Schonberg (5 de mayo de 1721-26 de noviembre de 1769); tras su muerte, Enrique se casó el 13 de julio de 1770 en el Palacio de Philippseich con la condesa Cristina Fernanda de Isenburg-Büdingen-Philippseich (24 de agosto de 1740-7 de diciembre de 1822)
- Juana Emilia Augusta de Reuss (24 de junio de 1722 - 28 de julio de 1729)